# كيران راثود
11 يناير 1981 ميلاد كيران راثود ممثلة هندية ظهرت في الغالب في الأفلام التاميلية. هي معروفة بلعب الأدوار الرئيسية في أفلام مثل الجوزاء (2002) وأنبي سيفام (2003).

## وقت مبكر من الحياة
ولادة راثود في 11يناير 1981 . وهي النت عم رافينا تندور تخرج راثود بدرجة في الاداب من كلية ميثيباي في مومباي. بعد التخرج من الجامعة بدأت العمل في عرض الأزياء وعملت في عدد قليل من ألبومات البوب الهندية . في عام 2001، مثلت في فيلم يادين .